# Tete Montoliu
Vicenç Montoliu i Massana (28 de març de 1933 - 24 d'agost de 1997), més conegut com a Tete Montoliu, fou un pianista de jazz català. El seu estil anava del hard-bop passant pel jazz afrocubà i el post-bop.
Va gravar amb Lionel Hampton el 1956 i va tocar amb el saxofonista Roland Kirk el 1963. També va treballar amb músics de jazz estatunidencs de primera fila que estaven de gira o s'havien traslladat a Europa, incloent-hi Kenny Dorham, Dexter Gordon, Ben Webster, Lucky Thompson i Anthony Braxton. Va gravar dos àlbums als Estats Units i amb els segells Enja, SteepleChase Records, i Soul Note a Europa.
Sobre el seu profund sentiment de catalanitat, en una ocasió va expressar-se així: «Jo no em puc independitzar d'un país al qual no pertanyo. Jo no sóc espanyol. En tot cas ho podem arreglar dient que Catalunya és un país dintre d'un estat. És la solució més fàcil, però jo no puc fer res per a canviar-ho. A mi m'agradaria molt tenir un passaport per anar a Madrid.»

## Els inicis
Cec de naixement, va néixer a l'Eixample de Barcelona, fill únic de Vicenç Montoliu Melià músic titular de l'orquestra del Liceu i de la Banda Municipal de Barcelona) i Àngela Massana Coma, una enamorada del jazz, que va encoratjar el seu fill a estudiar piano i va afavorir la immersió al jazz a casa aprofitant la seva gran col·lecció fonogràfica. Des dels quatre anys d'edat, el seu pare el portava a escoltar la banda municipal al Palau de Belles Arts els diumenges, on el pare tocava música simfònica. Hi va poder sentir artistes com Emili Vendrell. A casa escoltava els discs de la col·lecció de la seva mare, amb Duke Ellington, Earl Hines, Art Tatum i Fats Waller. Als cinc anys va a l'«Escola de Cecs» de Barcelona, on va aprendre a llegir música en Braille quan tenia set anys. Tete imitava a l'harmonium música que sentia a la ràdio, on debutaria als vuit anys en un programa infantil. Tete a la dècada del 1940 ja comprava, amb l'ajuda de la seva mare, discs de jazz de Charlie Parker. Aquesta audició activa el va portar a tocar al piano la música que escoltava, i gràcies a aquesta pràctica podia tocar obres de Fats Waller als onze anys. Els seus mestres van ser de 1939 a 1944 Enric Mas en una escola privada per a nens cecs. A partir dels onze anys va començar a rebre classes particulars de la pianista Petra Palou, amb la qual va aprendre molt sobre tècnica i digitació, aspectes negligits degut a la seva pràctica autodidacta.
Del 1946 al 1953 va estudiar música al Conservatori Superior de Música de Barcelona —sense abandonar les classes particulars de Petra Palou— i, malgrat que el jazz li interessava molt més que la música clàssica, va acabar la carrera de piano clàssic. Al conservatori també va conèixer els seus primers companys de jam-sessions, com Josep Guardiola, que tocava el saxo (també seria un cantant popular a la dècada del 1960), i Ricard Roda.
En aquestes primeres jam-sessions al Hot Club de Barcelona, Tete va conèixer el llegendari saxofonista Don Byas, que va viure a la ciutat entre el 1947 i el 1948 i que tocava amb l'orquestra de jazz “sucré” de Bernard Hilda, en solitari, i amb l'orquestra de Lluís Rovira. Don Byas va introduir-lo al bebop.
Del 1950 a 1954 lidera el Quartet Bebop, el seu primer grup de Jazz amb Jordi Pérez a la guitarra, Ramon de Larrocha (germà de la pianista clàssica) al contrabaix i Juli Ribera a la bateria. Tot i així, Jordi Pérez i Tete van continuar tocant junts esporàdicament.
El 1954 va fer una aparició com a ell mateix a la pel·lícula Once pares de botas, dirigida per Francesc Rovira-Beleta.
El vibrafonista Lionel Hampton el va fer entrar plenament en el món del jazz quan va convidar-lo a tocar amb la seva Big Band al final d'un concert que va oferir a Barcelona l'any 1955. Hampton en va quedar tan impressionat que se'l va emportar de gira i va convidar-lo a enregistrar el disc Jazz flamenco.
L'any 1955 arriba a Madrid Pilar Morales per actuar a l'orquestra que dirigia el pare d'en Tete. El Tete i la Pilar es van enamorar, i l'any següent es van casar. La Pilar s'integra en el grup d'en Tete des de l'inici. Ella n'era l'estrella igual que ell, però la seva col·laboració va durar pocs anys. Les darreres referències són del 1962, d'una actuació a Sabadell i d'una gira amb Pedro Iturralde pel nord de la península Ibèrica. En Tete esperava triomfar en el jazz des del 1956, quan es troba amb Lionel Hampton. Si no, continuaria amb l'aventura, tocant amb la seva dona, tal com ho expressa clarament en una entrevista de La Vanguardia amb Manuel del Arco el 24 de març de 1956 on participen tots dos. En Tete es va sortir amb la seva i es va poder realitzar com a jazzman. Això sí, ho va fer amb el suport indispensable de la Pilar com a assistent personal i professional, en qualitat de road manager, la qual cosa va significar per a ella abandonar el futur brillant que tenia per endavant per ajudar a fer realitat el somni del seu marit.
Val a dir també que l'opinió pública oficial franquista no acceptava la relació sentimental de la cantant amb Tete, per una clara actitud racista de la societat d'aquells anys, que no podia entendre que Tete s'hagués enamorat d'una dona afrocubana. Malgrat la incomprensió va haver un amor autèntic i això va servir com a estímul artístic creatiu per en Tete que tocava de forma excepcional ritmes caribenys amb la seva dona com a cantant, sense deixar de tocar ritmes de jazz. Després de la IIª Guerra Mundial molts músics afroamericans de Jazz van anar a cercar refugi a Europa per fugir del racisme imperant a la societat estatunidenca. La majoria d'aquests músics van veure en Tete un germà, algú que entenia les arrels profundes del Jazz dins de l‘estil bebop.

## La descoberta europea
El seu debut internacional arribà el 1958 al Festival de Canes (Palais des Festivals) trio amb el franco-argentí Ricardo Galeazzi i el novaiorquès Ditto Ewards -segons Jordi Pujol Baulenas i a la jam session Doug Watkins i Art Taylor. Festival Internacional de Jazz de Canes jam sesion clausura amb la participació de Stan Getz, Dizzy Gillespie, Coleman Hawkins, Roy Eldridge, Don Byas.
El 9 de gener de 1961 s'inaugura el Jamboree amb un concert a les 18 h de Tete, Perry, «Vicho», Vidal i «Chip» Collins (aquest procedia dels Jazz Brothers). El Jamboree va ocupar el lloc del Jack’s del carrer Parlament 48, un local clandestí, rebotiga d'una penya taurina Gabriel Carmonaí. Tete no volia tocar-hi per l'ambient d'antre i els Jazz Brothers reconvertits en Jack’s Brothers.
L'any 1961 va ser un any decisiu per a la seva carrera. Primer va ser cridat a formar part de l'European All Stars, que agrupava als millors músics del jazz europeu. Coneix en persona Thelonius Monk. Es va editar un disc amb part de les actuacions, enregistrat el 21 de maig. Hi va participar el pianista francès Martial Solal. Tete toca en trio amb Erik Amundsen i William Schiöpffe. Tema al disc Blue Monk. El trio fa quintet amb Sadi i Franco Cerri i sextet amb Arne Dommerus, Hans Koller, Ronnie Ross interpreten "Hittin' the Blues" amb un solo de Tetet i 3+3. Enregistra també al Deutsche Jazz-Salon Berlin amb el segell Opera amb Albert Mangelsdorff, Gunter Kronberg, Emil Mangelsdorff, Joki Freund, Bent Jaedig Tete Montoliu, Peter Trunk, Hartwig Bart el tema Goldie. Segon participa al III Festival de Jazz de Comblain-la-Tour (a prop de Lieja, a Bèlgica) Tete en trio amb George Leclerc i Joseph Bourguignon. La RCA italiana edita dos LP’s on inclou el tema del trio de Tete Billie’s Bounce «abandona la influencia John Lewis para adoptar un estilo swingeante y agresivo, propio del hard Bop J.P. Baulenas». La crítica: «uns dels millors pianistes europeus».
Aquell mateix 1961 al Jamboree de Barcelona acompanya Stéphane Grappelli, Tete i el seu quintet amb Dick Spencer, Bent Jaedig, Peter Trunk i Alfonso Bleses.
Inaugura Blue Note de Berlín, cridat per Peter Trunk. S'hi està fins a l'agost del 1963. Toca amb Joe Harris, fent trio. De vegades septet amb Benny Bailey, Ack Van Rooyen i Herb Geller. Blue Note de Berlín Tete en quartet amb Trunk, Alex Riel i Sahib Shihab. Una nit la policia alemanya el va expulsar del país per no tenir permís de treball ja que ja hi havien transcorreguts els 3 mesos autoritzats. Al Blue Note de Berlín acompanya a Ella Fitzgerald. Actua Tete a l'Òpera de Berlín amb la gran orquestra de la Senders Freies Berlín (SFB) i en quartet amb Herb Geller, Peter Trunk i Joe Nay.
El 1963 va ser pianista resident al Club Montmartre de Copenhaguen, on actuà amb músics com Kenny Dorham, Ben Webster, Benny Golson, Stéphane Grappelli, Dexter Gordon, amb qui va fer diversos enregistraments, i Roland Kirk (un altre cec genial), amb qui arribà a formar un cèlebre quartet. A l'agost de 1963, al Montmartre Jazzhus de Copenhague, coneix Dexten Gordon i toca amb Benny Nielssen i Finn Frederiksen durant tot el mes. Enregistrament per la ràdio danesa Archie Shepp, Lars Gulli, Tete Montoliu, Niels-Henning Orsted Pedersen, Alex Riel. L'octubre de 1963 toca durant 22 dies amb el Quintet New York Contemporary Five (amb Archie Shepp, Don Cherry, John Tchicai, Don Moore i J. C. Moses). La revista «Down Beat» USA es fa ressò de l'èxit de Tete. Tete roman al Montmatre fins a l'agost del 1964.

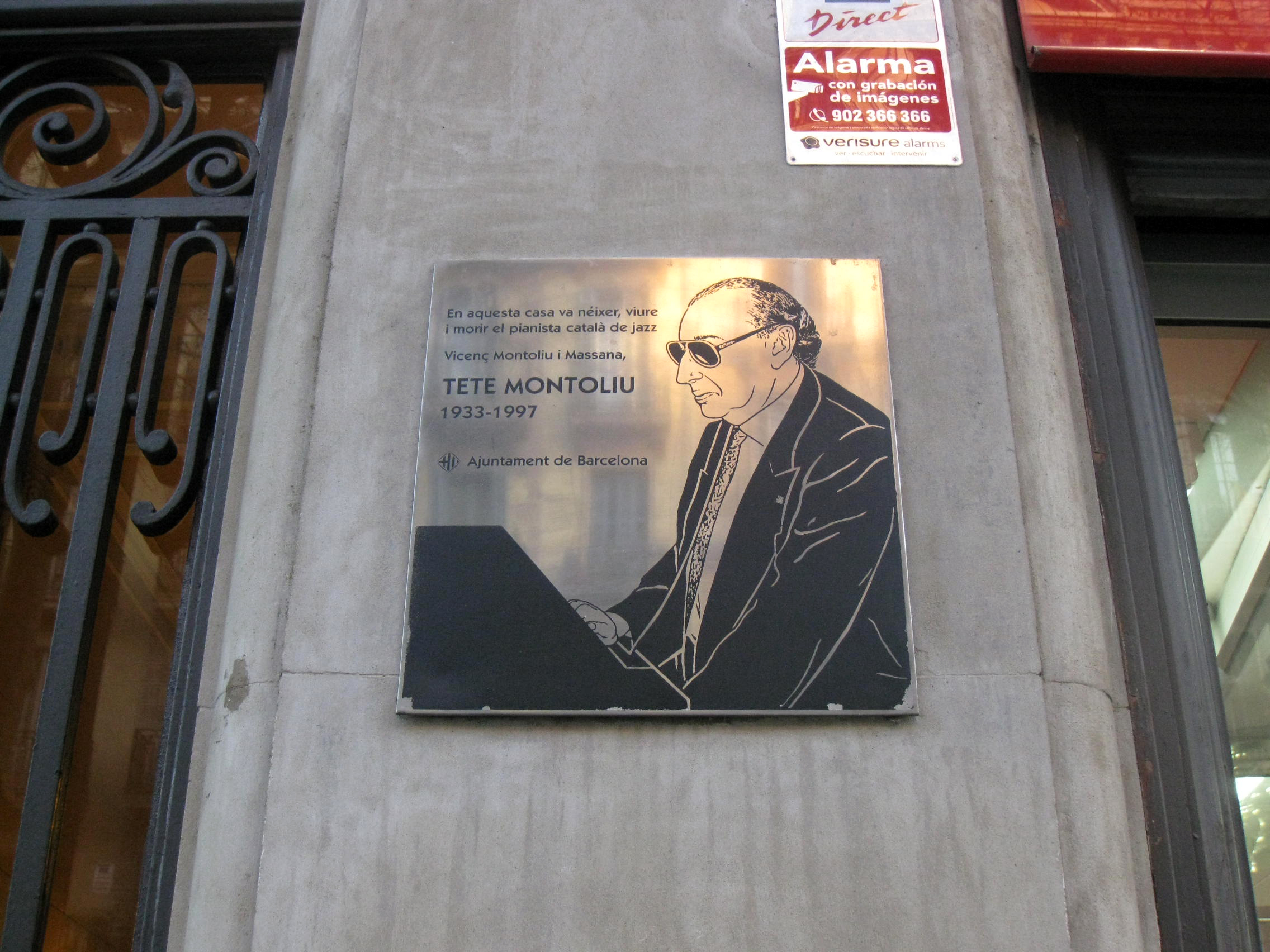
Placa commemorativa a la casa de Barcelona on va néixer, al carrer de Muntaner núm. 83A

El 1965 fa trio amb el contrabaixista Eric Peter i el bateria Billy Brooks actuant habitualment al Jamboree de Barcelona, i també al Whisky Jazz de Madrid, on comparteix escenari amb el saxofonista Pedro Iturralde. En aquesta època acompanya músics tan destacats com Donald Byrd, Lucky Thomson, Pony Poindexter, Art Farmer i Ornette Coleman. El 1965 enregistra A Tot Jazz volum 1 i 2 (amb Eric Peter i Billy Brooks) a Catalunya, un disc de jazz tot al seu gust. En Josep Mª Espinàs del segell Concèntric va participar en l'enregistrament. «La primera vegada que no em van dir tres minuts i vaig poder fer vuit o nou minuts per tema. Diguem que em deixaven parlar». «Un disc és un patiment si no hi ha públic. En un concert si m’equivoco, miro al del meu costat i no passa res o arreglem i punt, però amb un disc repetir i repetir… segur que ho faig pitjor. No m’agrada repetir i menys una improvisació (el dia que ho faci, me’n vaig a casa). El primer LP de jazz de 30 cm enregistrat a Espanya per una discogràfica del país. «Una improvisació és una història que estàs explicant, no pots explicar sempre la mateixa història.» «Em poso molt nerviós escoltant-me, a vegades penses, ara t’equivocaràs o no ho hauria tocat així el tema». «Encara que una vegada em va passar el contrari al Whisky jazz que vaig sentir un disc que m’agradava molt i quan vaig preguntar qui era el pianista, em van dir que era jo, no me’n recordava.»
Durant el gener de 1966 grava amb Élia Fleta un disc de quatre temes de jazz en català, Les Fulles Mortes. Élia Fleta fou elegida com a millor cantant de l'any segons Radio Peninsular. El novembre de 1966 inaugura el primer Festival de Jazz de Barcelona.

## L'aventura estatunidenca
El 1967 viatja a Nova York convidat per la Cambra de Comerç. Hi actua al Waldorf-Astoria i al Village Gate i enregistra un disc pel segell Impulse amb Elvin Jones i Richard Davis, que sí que va arribar a publicar-se. Se celebra la Setmana de Barcelona a Nova York. La primera setmana actua amb Núria Feliu i des del 7 d'abril i durant gairebé tres mesos Tete toca el piano en solitari al Village Gate. Hi té com a públic Bill Evans, Miles Davis, Charles Mingus. El diumenges -dia que lliurava en Tete- tornava les visites a Bill Evans al Village Vanguard.
Durant la dècada del 1960 connecta amb la Nova Cançó, especialment amb Joan Manuel Serrat i reescriu musicalment cançons com ara "El meu carrer" que va fer com gest quan enyorava Barcelona durant les seves estades als Països Baixos. També amb Núria Feliu, seguint el model francès de traduir lletres de l'anglès a la llengua local (el català). Amb Núria Feliu va gravar diversos discs, com ara Núria Feliu amb Tete Montoliu.
«La connexió amb la Nova Cançó es va produir perquè tots aquests músics van recórrer a mi… i els estimo molt». La Maria del Mar Bonet, la Guillermina Motta, el Joan Manuel Serrat, la Núria Feliu, el Quico Pi de la Serra, Marina Rossell. De Serrat va reinterpretar «Paraules d'amor», «Cançó de matinada»…
«Dona la coincidència que l'ha sentit Joan Manuel Serrat i ni ell sap que és el meu carrer. Tracto d'explicar a la meva manera com és el seu carrer». «Personalment ja no em veig reflectit en aquell primer disc, ara toco molt diferent, millor, i tinc un coneixement més profund de l'obra de Serrat», deia Tete en referència a aquell primer disc del 1969, publicat a l'any d'haver girat junts durant sis mesos per tot l'estat espanyol.
Els anys setanta actua i enregistra per tot Europa on ja era una llegenda del hard-bop. L'any 1979 torna als Estats Units, on viatja sovint al llarg de la dècada del 1980, alternant amb actuacions a Europa, formant trio amb el baixista Horacio Fumero i el bateria Peer Wyboris. Posteriorment va enregistrar, amb aquest mateix trio, pel segell Fresh Sound Records i amb músics tan rellevants com Charlie Mariano i Joe Monterose. A partir de la dècada dels 80 fa una multitud de concerts amb Johnny Griffin, Joe Henderson, Eddie Davis, Sonny Stitt, Jerome Richardson, Dizzy Gillespie, Chick Corea, Hank Jones, Roy Hardgrove, Jesse Davis.
El 1968 va tornar a Alemanya per gravar un disc amb Ben Webster i Don Byas, amb Peter Trunk i Albert 'Tootie' Heath i temes com "Blues For Dottie Mae", "Lullaby To Dottie Mae", "Sundae", "Perdido", "When Ash Meets Henry" i "Caravan". Tete i Pilar van viure un any i mig als Països Baixos, i també a Copenhaguen i a Berlín, i van fer gires pels Estats Units i el Japó. A final de la dècada del 1970 va decidir no moure’s més de Barcelona i combinar amb Madrid, actua i enregistra per tot Europa convertit ja en una llegenda del bop.
A partir de la dècada del 1980 fa una multitud de concerts amb Johnny Griffin, Joe Henderson, Eddie Davis, Sonny Stitt, Jerome Richardson, Dizzy Gillespie, Chick Corea, Hank Jones, Roy Hardgrove, Jesse Davi, Charlie Mariano, Joe Monterose.

## Final sobtat
El 1996 rep un dels molts homenatges a la seva carrera amb un concert al Teatro Monumental de Madrid en el qual l'acompanyen Gary Bartz i Tom Harrell. A principi de novembre d'aquest mateix any pateix una sobtada arrítmia cardíaca i ingressa d'urgència a l'Hospital Clínic de Barcelona, on li implanten un marcapassos. Un diagnòstic posterior va indicar un càncer de pulmó força desenvolupat amb poca esperança de tractament.
Tot i així, va mantenir-se ferm amb els compromisos que tenia per a actuar al 16è Festival de Jazz Terrassa amb el trio que formaven amb Horacio Fumero i Peer Wyboris i al cap d'uns dies a Barcelona en un concert programat per celebrar el seu 64è aniversari, el 21 de març del 1997 al Palau de la Música Catalana, una actuació magistral en la qual interpretà en solitari temes d'Ellington, Coltrane, Dexter Gordon i Thelonius Monk. Ambdues actuacions van ser enregistrades en sengles discs pel segell Discmedi.
En el seu darrer concert a piano sol al Palau de la Música Catalana va assistir pràcticament tot el personal sanitari de l'Hospital Clínic, uns set-cents espectadors. El repertori constava de dos temes populars que finalitzava amb Charlie Parker, composicions pròpies dedicades a la seva dona, i temes de Duke Ellington, Dexter Gordon, John Coltrane i Thelonius Monk. Dues hores sense aturar-se, un magnífic concert, vibrant, solemne i intens, segons la crítica.
La darrera aparició als escenaris va ser el 8 de juliol de 1997, en un homenatge a Mompou titulat «El jazz mira a Mompou», on vuit compositors catalans van participar al Teatre Grec de Barcelona, en una producció del Taller de Músics. Hi va tocar dos temes de Mompou: Música callada (primer quadern) i Cançó nº 6. Entre els músics esmentar a Jordi Sabatés, Manel Camp, Joan Albert Armagós, Agustí Fernández, Lluís Vidal, Víctor de Diego...
Va morir poc després, el 24 d'agost, i fou incinerat al Cementiri de Montjuïc de Barcelona, i posteriorment vetllat a la capella ardent al Palau de la Música Catalana i enterrat a Montserrat.

## Discografia
Tete Montoliu va publicar un gran nombre de discs, entre propis i col·laboracions amb altres artistes i formacions musicals:

### Dècada del 1950
- 1955: com a pianista de l'orquestra de Lorenzo González va participar en la gravació de l'etiqueta Odeón de quatre temes amb aquesta formació.[15]
- 1956: el 30 de juny de 1956 va participar a Madrid en l'enregistrament del disc Jazz Flamenco amb Lionel Hampton; va tocar-hi dos temes, un dels quals es deia Spain i començava amb unes castanyoles, i Tenderly). La bailaora flamenca era María Angélica.[16]
- 1957: Tete Montoliu y su Conjunto Tropical, amb Pilar Morales, José Dib, Ramón Aragay, Eugenio Murgui, Jorge Candela, Mario Valero i Rafael Verdura graven un disc amb Philips, on destaquen els temes "Abrázame así" i els standards de jazz "You and the Night and the Music" i "The High and the Mighty".[cal citació]
- 1958: Tete Montoliu y su cuarteto, amb Francesc Burrull, Ricard Roda, Ramon Farrán i Eduard Gracia. Segell: Saef Jazz, enregistrat a Barcelona.[17]

### Dècada del 1960
- 1961: va ser cridat a formar part de l'European All Stars, que agrupava als millors músics del jazz europeu. El disc The European All Stars 1961 el publica el segell RCA-Telefunken.[18]
- 1962: Tete Montoliu y su Quinteto, amb Dick Spencer, Be Jaedig, Peter Trunk i Alfonso Bleses. Disc de 45rpm publicat pel segell Zafiro.[19]
- 1963: disc enregistrat al Jazzhus Montmartre de Copenhaguen pel segell Mercury i reeditat el 1990 per Rahsaan, amb Roland Kirk, Sonny Boy Williamson, Don Moore, Niels-Henning Orsted Pedersen i J. C. Moses.[15]
- 1963: The House I Live In, amb l'Archie Shepp/Lars Gullin Quintet: Archie Shepp, Lars Gullin, Tete Montoliu, Niels-Henning Orsted Pedersen i Alex Riel.[15] Concert realitzat el mes de novembre al Jazzhus Montmartre de Copenhaguen i retransmès per la ràdio danesa.
- 1963: Short Story, amb Kenny Dorham, Niels-Henning Ørsted Pedersen i Alex Riel.[20]
- 1964: enregistra quatre discos al Jazzhus Montmartre de Copenhaguen amb Dexter Gordon. Al concert del 9 de juliol, Dexter Gordon al saxo tenor, Niels-Henning Ørsted Pedersen al contrabaix, Tete Montoliu al piano i Rune Carlsson a la bateria;[21] a les sessions del 20 i 28 de juliol, el bateria és Alex Riel.[22]
- 1965: Núria Feliu amb Tete Montoliu (Edigsa), amb Núria Feliu.[23]
- 1965: enregistra A Tot Jazz volum 1 i 2 (amb Eric Peter i Billy Brooks) a Barcelona.
- 1966: Tete Montoliu presenta Elia Fleta (Concèntric), amb Elia Fleta, un disc de quatre temes de jazz en català.[24]
- 1968: participa al disc Ben Webster Meets Don Byas, amb Ben Webster, Don Byas, Peter Trunk i Albert 'Tootie' Heath.[25]

### Dècada del 1970
- 1970: Lliure Jazz, del Tete Montoliu Trio, amb Eric Peter i Peer Wyboris. Segell Discophon.
- 1971: Recordando a LINE, amb Erich Peter i Joe Nay. Enregistrat a l'Aliança del Poblenou de Barcelona el novembre i dedicat a Line, una dona danesa que Tete Montoliu va conèixer a Sitges i de qui va estar molt enamorat.[26]
- 1971: Soul's Nite Out, amb Lucky Thompson. Enregistrat l'any anterior al Casino l'Aliança del Poblenou (Barcelona)[27]
- 1971: Lush Life, sol al piano; enregistrat a Bavaria Studio, Múnic i editat pel segell danès Steeple Chase l'any 1986
- 1971: It's About Blues Time, enregistrat a Barcelona
- 1971: Ten to Two Blues i After Hours, enregistrats a Barcelona, ambdós discos amb Dusko Goykovich
- 1972: Live At The Haarlemse Jazz Club, amb Ben Webster, Rob Langereis i Tony Inzalaco. Enregistrat als Països Baixos.[28]
- 1972: Gentle Ben, de Ben Webster, amb Tete Montoliu Trio (Tete Montoliu, Eric Peter i Peer Wyboris). Enregistrat a Barcelona, segell Ensayo.[29]
- 1973: el disc Temas Latinoamericanos es va gravar al Casino l'Aliança del Poblenou, amb temes caribenys jassístics. Albert Moraleda al contrabaix, Pedrito Díaz a la percussió, Miquel Angel Lisandra a la bateria.
- 1974: Songs for Love, piano solo. Enregistrat a Alemanya pel segell Enja.
- 1974: Music For Perla. Dinamarca. Disc a piano sol.
- 1974: Catalonian Fire
- 1974: Hot House, amb Niels-Henning Ørsted Pedersen i Albert 'Tootie' Heath
- 1974: Tete!, de Tete Montoliu Trio, amb Niels-Henning Ørsted Pedersen i Albert 'Tootie' Heath. Disc enregistrat a Copenhaguen amb el segell Rosenberg Studie.
- 1974: Boleros, amb Manuel Elias i Rogelio Juárez
- 1974: Temas brasileños, amb Alberto Moraleda, Miguel Ángel Lizandra i Pedro Díaz
- 1974: Vampyria, amb Jordi Sabatés, on s'intercanviaven els papers (dues generacions diferents): Sabatés el piano acústic i Tete el piano elèctric. Disc enregistrat una nit a Gemma Estudis de Barcelona. «(Aquest disc) és el més valorat d'aquesta llista de 100 referències del jazz dels Països Catalans i és el resultat de combinar tradició i transgressió amb uns signes d'identitat pròpia absolutament irrefutables. (...) El temps converteix el que molts van tractar com una aberració antinatura —musicalment parlant, és clar— en un beneït sacrilegi. El resultat d'unir la tradició del jazz nord-americà més depurat (Tete Montoliu) amb la mentalitat oberta i lliure d'un pianista de formació clàssica adherit abl'ona progressiva del so laietà (Jordi Sabatés) és una obra tan personal com intransferible que li concedeix uns signes d'identitat absolutament irrefutables.» Pere Pons.[30]
- 1975: Bouncin' With Dex, amb el Dexter Gordon Quarter: Dexter Gordon, Tete Montoliu, Niels Henning Orsted Pedersen i Billy Higgins. Enregistrat a Copenhaguen.[31]
- 1975: Tate a Tete at La Fontaine, amb Buddy Tate Quartet & Quintet: Buddy Tate, Tete Montoliu, Finn Ziegler, Bo Stief i Svend-Erik Nørregaard. Copenhaguen.
- 1976: In The Tradition, amb Anthony Braxton[32]
- 1976: Tête à Tete, de Tete Montoliu Trio, amb Niels-Henning Ørsted Pedersen i Albert "Tootie" Heath. Enregistrat a Copenhaguen.
- 1976: Tootie’s Tempo, enregistrat a Copenhaguen
- 1977: Yellow Dolphin Street, piano solo enregistrat als Països Baixos.
- 1977: Secret Love, de Tete Montoliu Trio, amb Sam Jones i Billy Higgins; concert en directe a Breda (Països Baixos).
- 1977: Catalonian Folksongs. Segell Timeless Records, amb cançons tradicionals catalanes i d'en Serrat amb estil jassístic.
- 1977: Meditation, de George Coleman i Tete Montoliu Duo
- 1977: Blues For Myself
- 1979: Live at The Keystone Corner, enregistrat a San Francisco (Estats Units)
- 1979: Lunch In L.A., amb Chick Corea al piano

### Dècada del 1980
- 1980: I Wanna Talk About You, amb George Mraz i Al Foster, enregistrat a Dinamarca el 22/03/1980
- 1980: Catalonian Nigths, amb John Heard i Albert Tootie Heath
- 1981: Boston Concert, solo al piano
- 1981: Quartet Steps Up, amb Eddie Harris[33]
- 1984: Carmina. Tete Montoliu amb John Heard i Sherman Ferguson. Disc enregistrat el 25 d'abril del 1984 a Hollywood, Califòrnia
- 1986-1990: The Music I Like To Play, volums 1, 2, 3 i 4. Tete Montoliu a piano sol. Enregistrats el desembre de 1986 al Barigozzi Studio, Milà (Itàlia).[3]
- 1988: Tete Montoliu. En el Teatro Real, gravat al Teatro Real (Madrid) i publicat el 1996 pel Segell RTVE
- 1988: Orquestra Taller de Músics de Barcelona amb Tete Montoliu, dirigida per Ze Eduardo[34]
- 1989: New Year's Morning' 89, amb Peter King Quintet. Segell Fresh Sound Records.[35]
- 1989: It’s Standard Time, amb Charlie Mariano, Horacio Fumero i Peer Wiboris. Segell Fresh Sound Records.[36]

### Dècada del 1990
- 1990: Tete Montoliu i Núria Feliu 1965-1990 (PDI), amb Núria Feliu[37]
- 1991: Punto de partida, amb Perico Sambeat Quintet. Segell EGT. Enregistrat l'1 i 2 de gener a Tabalet-Alboraida Studios València. Perico Sambeat, Wallace Roney, Tete Montoliu, Javier Colina i Guillermo McGi.
- 1991: The Man from Barcelona, de Tete Montoliu Trio; amb George Mraz i Lewis Nash. Segell Timeless.
- Àlbum enregistrat el 1989 i publicat el 1991 Sweet’n Lovely amb Mundell Lowe. Segell Fresh Sound Records
- 1992: Catalonian Rhapsody, amb Hein Van de Geyn i Idris Muhammad. Segell japonès Alfa Jazz i reeditat per Venus.
- 1992: Music For Anna, de Tete Montoliu Trio; amb Hein van der Vein i Idris Muhammad.[38]
- 1992: A Spanish Treasure. Segell Concord Jazz, Inc.
- 1993: Es la historia de un amor, d'Eladio Reinon Quintet. Disc enregistrat el 8-9 de novembre de 1992 amb el segell Fresh Sound New Talent.
- 1995 Tete Montoliu piano interpreta boleros clásicos. Publicat a l'Argentina Segell Melopea Discos com a reedició del disc enregistrat el 1977.[39]
- 1995: Tete Montoliu en el San Juan, amb Stephen Rilley, Danny Harper, Philip Harper, Kiyoski Kitagawa i Winard Harper. Segell Nuevos Medios.
- 1995: 1995, de Tete Montoliu i Javier Colina, amb Colina al contrabaix. Discogràfica: Contrabaix.[40]
- 1995: Tete en La Trompetilla, amb Horacio Fumero i Peer Wyboris. Gravat al club La Trompetilla de Saragossa. Segell SRP Discos.[41]
- 1996: Free Boleros, amb Mayte Martín. El tres primers dies de juliol del 1996 dins del Festival Grec de Barcelona s'enregsitra amb el segell K-Industria Cultural al Convent de Sant Agustí (la versió del 1990 no veurà la llum). Mayte Martín, Tete Montoliu, Horacio Fumero, Pere Gómez i Nam Mercader.

### Discs pòstums
- 1997: Per sempre Tete, amb Horacio Fumero i Peers Wyboris. Segell Discmedi S.A. Concert a la Jazz Cava de Terrassa el dia 6 de març.[42]
- 1997: Orquestra Taller de Músics de Barcelona amb Tete Montoliu, amb l'Orquestra del Taller de Músics[43]
- 1997: Momentos inolvidables de una vida. Publicat pel segell Fresh Sound.[44]
- 1999: T'estimo tant... Piano solo. 28-03-1996, enregistrat als estudis KS el 28 de març de 1996.[3]
- 2004: Orquestra Taller de Músics & Tete Montoliu, amb l'Orquestra del Taller de Músics[45]

## Reconeixement
Entre els diversos guardons que va obtenir, hi ha el Premi Nacional de Música, la Creu de Sant Jordi de la Generalitat de Catalunya, la Medalla al Mèrit de l'Ajuntament de Barcelona. El seu disc A tot jazz va obtenir el Gran Premio del Disco, organitzat per la revista Ondas i l'emissora Ràdio Barcelona.
El 20 de maig de 1986 li van atorgar el premi «Jazz en Vivo 86» al millor solista de l'any 1985, amb premi especial de la crítica.
El 2017, es va inaugurar una exposició permanent a l'edifici de l'ONCE de Catalunya, a la Gran Via, amb el títol El racó d'en Tete.
L'any 2022, en el 25è aniversari de la seva mort, el Conservatori del Liceu de Barcelona va retre-li un homenatge amb el concert «Per sempre Tete».